# Meus Caros Amigos
Meus Caros Amigos è un album del musicista brasiliano Chico Buarque, ed è stato inciso nel 1976.

## Tracce

### Lato A
1. O que será? (À flor da terra) - (C. Buarque)
2. Mulheres de Atenas - (C. Buarque, Augusto Boal)
3. Olhos nos olhos - (C. Buarque)
4. Você vai me seguir - (C. Buarque, Ruy Guerra)
5. Vai trabalhar, vagabundo - (C. Buarque)

### Lato B
1. Corrente - (C. Buarque)
2. A noiva da cidade - (C. Buarque, Francis Hime)
3. Passaredo - (C. Buarque, F. Hime)
4. Basta um dia - (C. Buarque)
5. Meu caro amigo - (C. Buarque, F. Hime)

## Musicisti
- Francis Hime – pianoforte; arrangiamenti di 1, 3, 5, 7, 8, 9 e 10
- Luiz Cláudio Ramos – violino, viola, arrangiamento di Mulheres de Atenas
- Perinho Albuquerque – violino; arrangiamenti di 4 e 6
- Milton Nascimento – voce in O Que Será? (À Flor da Terra)
- MPB-4 – coro in Você vai me seguir
- Miúcha e Olívia Hime – coro in Mulheres de Atenas e in A noiva da cidade